# Ulrich Reimers

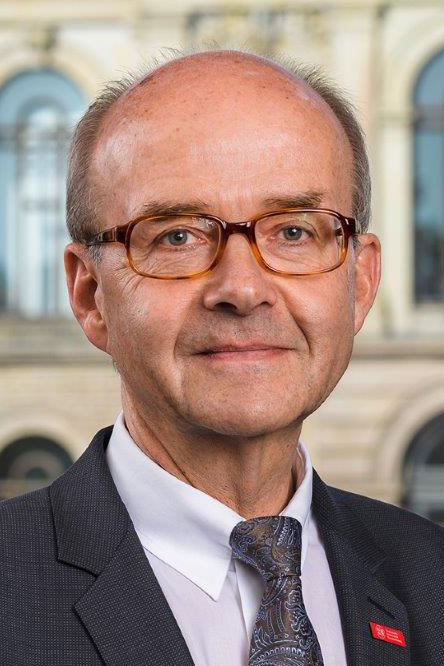
Ulrich Reimers, 2018

Ulrich Reimers (* 23. März 1952 in Hildesheim) ist ein deutscher Ingenieur auf dem Gebiet der Elektrotechnik und Hochschullehrer. Er gilt als ein Pionier des digitalen Fernsehens.

## Leben
Nach dem Abitur am Scharnhorstgymnasium Hildesheim, dem Studium der Elektrotechnik mit der Vertiefung Nachrichten- und Hochfrequenztechnik sowie der Promotion an der Technischen Universität Braunschweig war Reimers sieben Jahre bei Bosch im Bereich Fernsehanlagen tätig, danach war er Technischer Direktor des Norddeutschen Rundfunks. Von Juni 1993 bis März 2020 leitete er das Institut für Nachrichtentechnik der Technischen Universität Braunschweig. Er war von 1990 bis 2002 Vorsitzender der Fernseh- und Kinotechnischen Gesellschaft (FKTG). Von 2012 bis 2018 war Reimers Vizepräsident der TU Braunschweig für Strategische Entwicklung und Technologietransfer. Von 2018 bis März 2020 war er als Vizepräsident der TU zuständig für Fragen der Hochschulentwicklung und des Technologietransfers.
Reimers war Vorstandsmitglied der Deutschen TV-Plattform und Vorsitzender des Technical Module im DVB Project. Er ist Stellvertretender Vorsitzender der Kommission zur Ermittlung des Finanzbedarfs der Rundfunkanstalten (KEF) und Mitglied der Deutschen Akademie der Technikwissenschaften (Acatech). Im Dezember 2019 wählten ihn die Mitglieder der Braunschweigischen Wissenschaftlichen Gesellschaft (BWG) zum Präsidenten der Gesellschaft. Von diesem Ehrenamt trat Reimers im Juni 2020 aus Protest gegen fragwürdige Vorgänge in der Gesellschaft zurück.

### Auszeichnungen
Niedersachsen:

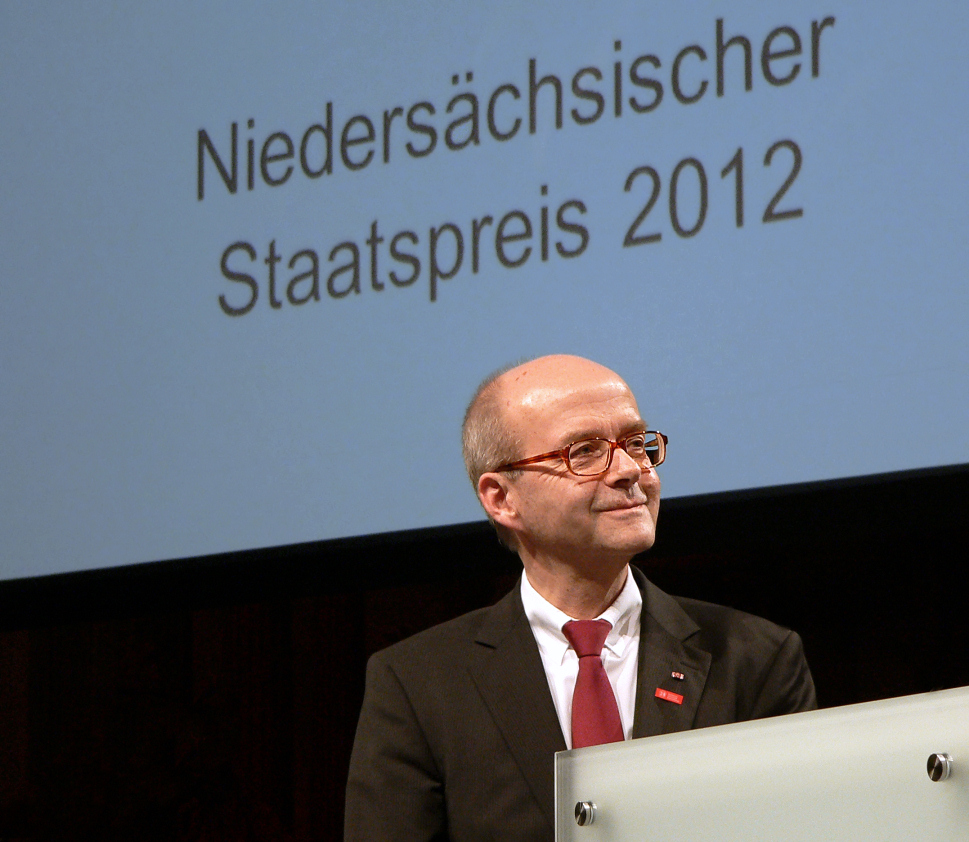
Bei der Verleihung des Niedersächsischen Staatspreises 2012

- Verdienstkreuz 1. Klasse des Niedersächsischer Verdienstorden – 2000
- Leibniz-Ring-Hannover – 2001
- Niedersächsischer Staatspreis – 2012[3][4]

Deutschland:
- Richard-Theile-Medaille der Fernseh- und Kinotechnische Gesellschaft – 2004
- Ehrenmitglied der Fernseh- und Kinotechnische Gesellschaft – 2008
- Fellow der Informationstechnische Gesellschaft – 2018

International:
- „Montreux Achievement Gold Medal“ – 1995
- „John Tucker Award“ der International Broadcasting Convention – 1998
- „J. J. Thomson Medal“ der Institution of Electrical Engineers (UK) – 1999
- „IEEE Masaru Ibuka Consumer Electronics Award“ des Institute of Electrical and Electronics Engineers (IEEE) – 2001

Die Internationale Elektrotechnische Kommission (IEC) wählte ihn 2006 in ihre Hall of Fame der bedeutendsten Persönlichkeiten. 2010 erhielt er den VDE-Ehrenring.

## Werke
- DVB (Digital Video Broadcasting). Springer Verlag, Berlin September 2004; 2. Auflage, ISBN 3-540-43545-X.